# Gears of War: Judgment
Gears of War: Judgment je střílečka z pohledu třetí osoby z roku 2013 vyvinutá společnostmi People Can Fly a Epic Games. Hru vydala firma Microsoft Studios pro konzoli Xbox 360. Jedná se o spin-off série Gears of War a prequel k celé franšíze. Hra sleduje Damona Bairda, Augusta Colea a jejich oddíl Kilo, když jsou postaveni před soud za neuposlechnutí rozkazů pouhých šest týdnů po tzv. Emergence Day.

## Hratelnost
Hlavní kampaň je rozdělena do šesti kapitol, každá má několik misí. Na rozdíl od předchozích her v sérii, které používaly velmi rozsáhlá a otevřená prostředí, jsou mise samostatnými částmi celkového příběhu a návrat do předchozích lokalit není možný. Každá mise je hodnocena na základě několika kritérií, včetně počtu zabití hráčem a počtu střel do hlavy, následuje ohodnocení až třemi hvězdičkami. Během každé mise je k dispozici volitelné těžší nastavení, které dává určitá kritéria, jako je časový limit nebo omezení použitelných zbraní, tím zvyšuje skóre. Získání 40 hvězdiček odemkne samostatnou kampaň „Aftermath“, to je mise, která navazuje na Gears of War 3.

## Vývoj
Microsoft oznámil vývoj Gears of War: Judgment na tiskové konferenci během června na Electronic Entertainment Expo 2012. Před oficiálním oznámením od Microsoftu už herní novináři zjistili, že chronologie událostí ve hře bude starší než chronologie ostatních her celé série a že v prequelu budou hlavní hrdinové Damon Baird a Augustus Cole.[ujasnit]

## Ohlasy

### Recenze
Hra získala od kritiků pozitivní recenze. Od Metacriticu obdrželo průměrné hodnocení 79/100. GameSpot dal hře skóre 7,5/10.

### Prodeje
Podle Cowen and Company byly prodeje Gears of War: Judgment ve srovnání s Gears of War 3 během prvního měsíce velmi nízké, kde se prodalo asi 425 000 kusů, což je asi pětina oproti dvěma milionům Gears of War 3. Ve Spojených státech byla tato hra třetím nejprodávanějším titulem hned po BioShock Infinite a Tomb Raider. V srpnu 2013 vyšlo najevo, že se Gears of War: Judgment prodalo něco málo přes jeden milion kopií.